# Ibrahim Boubacar Keïta
Ibrahim Boubacar Keïta (elterjedt betűszóval IBK) (Koutiala, 1945. január 29. – Bamako, 2022. január 16.) mali politikus, miniszterelnök (1994–2000), elnök (2013–2020).
Keïta a bamakói Lycee Askia-Mohamed középiskolában és a párizsi Sorbonne Egyetemen végezte tanulmányait. Történelemből, politikatudományból és nemzetközi kapcsolatokból van diplomája. Az egyetem alatt kezdte politikai tevékenységét a Fekete-afrikai Diákok Franciaországi Szövetségében (amelynek vezetője a guineai Alpha Condé, az ország későbbi elnöke volt). Az egyetem után Franciaországban maradt, ahol a Centre National de la Recherche Scientifique (Nemzeti Tudományos Kutatóközpont) nevű intézményben helyezkedett el. 1986-ban tért vissza Maliba, ahol az Európai Unió által működtetett Európai Fejlesztési Alap tanácsadójaként dolgozott.
1990 októberében Keïta részt vett az Alpha Oumar Konaré vezette Szövetség a Mali Demokráciáért nevű párt (francia nevéből – Alliance pour la Démocratie au Mali – képzett betűszóval ADEMA) megalapításában. A balközép párt a hatalmon lévő Moussa Traoré elnök diktatúrája elleni erőszakmentes fellépést tűzte ki céljául. A Traoré-rezsim a következő év márciusában megbukott, és megindult a demokratikus átalakulás. Májusban az ADEMA kibővült és az Alliance pour la Démocratie au Mali – Parti Pan-Africain pour la Liberté, la Solidarité et la Justice (Szövetség a Mali Demokráciáért–Pánafrikai Párt a Szabadságért, a Szolidaritásért és az Igazságért, francia rövidítéssel ADEMA–PASJ) nevet vette föl. 
Az új párt megnyerte az 1992 áprilisában tartott választást, és Konaré lett az elnök. Keïta elnöki szóvivő és különféle külpolitikai pozíciókat töltött be a kormányban. 1994. február 4-én Konaré elnök miniszterelnökké nevezte ki Keïtát.